# Гороховатська Богородична пустинь
Гороховатська Богородична пустинь або Гороховатський монастир — недіючий чоловічий монастир, заснований в XVII столітті. Був розташований на території Харківського полку Слобідської України — неподалік від сучасного села Гороховатка Харківської області.

## Історія
Пустинь заснована на правому березі річки Оскіл у підошви Гороховатських скель у межах козацьких володінь. Дата заснування невідома, але у 1698 р. вона вже існувала. У 1760 р. перенесена від підтоплень на лівий берег Осколу (поблизу хутора Борового). Закрита у 1788 р. в рамках антицерковної кампанії російської імператриці Катерини ІІ.